# Eoherpeton
Eoherpeton — єдиний рід родини Eoherpetontidae у вимерлому підряді Embolomeri. Відомий з візейського і намюрського (нині серпуховського і нижньобашкирського) ярусів карбону Шотландії.